# Situjuah Gadang
Situjuah Gadang is een bestuurslaag in het regentschap Lima Puluh Kota van de provincie West-Sumatra, Indonesië. Situjuah Gadang telt 5217 inwoners (volkstelling 2010).